# Lil Dagover
Marta Maria Lilitts (Lil) Dagover, geboren als Marie Antonia Siegelinde Martha Seubert, (Madioen (Nederlands-Indië), 30 september 1887 - München, 24 januari 1980)  was een Duits actrice.
Seubert werd in Nederlands-Indië geboren uit Duitse ouders en werd in 1897 naar Europa gestuurd waar ze op kostschoolen in Baden-Baden, Weimar en Genève zat. Op dertienjarige leeftijd werd ze wees en groeide op bij familieleden en bekenden. In 1917 huwde ze toneelschrijver Fritz Daghofer van wie ze een dochter kreeg. In 1919 scheidde het paar maar ze bleef een variant van de naam van haar voormalige echtgenoot gebruiken; Dagover. Als actrice brak ze door tijdens de Weimar Republiek met de rol van Jane in de stomme film Das Cabinet des Dr. Caligari. In 1926 huwde ze filmproducent Georg Witt. Ten tijde van nazi-Duitsland vermaakte ze de Duitse troepen aan het front. Dagover was een van Adolf Hitlers favoriete actrices en was meermaals zijn gast. Na de oorlog speelde ze vele rollen en stopte met acteren in 1976. 

## Filmografie
- 1913: Schlangentanz – Regie: Louis Held
- 1916: Die Retterin – Regie: Christa Christensen
- 1916: Das Rätsel der Stahlkammer – Regie: Max Mack
- 1918: Der Wilderer
- 1918: Das Lied der Mutter
- 1919: Der Tänzer, zwei Teile
- 1919: Die Spinnen - Der goldene See – Regie: Fritz Lang
- 1919: Harakiri – Regie: Fritz Lang
- 1920: Das Cabinet des Dr. Caligari – Regie: Robert Wiene
- 1920: Die Jagd nach dem Tode
- 1920: Die Frau im Himmel
- 1920: Die Kwannon von Okadera
- 1920: Der Richter von Zalamea – Regie: Ludwig Berger
- 1921: Das Geheimnis von Bombay
- 1921: Der müde Tod – Regie: Fritz Lang
- 1922: Luise Millerin – Regie: Carl Froelich
- 1922: Phantom – Regie: Friedrich Wilhelm Murnau
- 1923: Seine Frau, die Unbekannte
- 1923: Die Prinzessin Suwarin
- 1924: Komödie des Herzens – Regie: Rochus Gliese
- 1925: Zur Chronik von Grieshuus – Regie: Arthur von Gerlach
- 1925: Der Demütige und die Sängerin
- 1925: Liebe macht blind
- 1925: Tartüff – Regie: Friedrich Wilhelm Murnau
- 1926: Die Brüder Schellenberg – Regie: Karl Grune
- 1926: Der Veilchenfresser
- 1927: Hans engelska fru
- 1928: Ungarische Rhapsodie
- 1928: La Grande Passion
- 1928: Der geheime Kurier
- 1929: Der Graf von Monte Christo
- 1929: Die Ehe
- 1929: Es flüstert die Nacht …
- 1929: Der Günstling von Schönbrunn
- 1929: Spielereien einer Kaiserin – Regie: Wladimir Strischewski
- 1930: Boykott (Primanerehre) – Regie: Robert Land
- 1930: Der weiße Teufel – Regie: Alexander Wolkow
- 1930: Es gibt eine Frau, die Dich niemals vergißt
- 1931: Der Kongreß tanzt – Regie: Erik Charell
- 1931: Elisabeth von Österreich – Regie: Adolf Trotz
- 1931: The Woman from Monte Carlo – Regie: Michael Curtiz
- 1932: Die Tänzerin von Sanssouci – Regie: Friedrich Zelnik
- 1933: Johannisnacht – Regie: Willy Reiber
- 1934: Ich heirate meine Frau – Regie: Johannes Riemann
- 1935: Der höhere Befehl
- 1935: Der Vogelhändler – Regie: E. W. Emo
- 1935: Lady Windermeres Fächer – Regie: Heinz Hilpert
- 1936: Schlußakkord – Regie: Detlef Sierck
- 1936: Das Mädchen Irene – Regie: Reinhold Schünzel
- 1936: Fridericus – Regie: Johannes Meyer
- 1936: August der Starke – Regie: Paul Wegener
- 1936: Das Schönheitsfleckchen
- 1937: Die Kreutzersonate – Regie: Veit Harlan
- 1937: Streit um den Knaben Jo
- 1938: Rätsel um Beate
- 1938: Es leuchten die Sterne – Regie: Hans H. Zerlett
- 1940: Friedrich Schiller – Der Triumph eines Genies – Regie: Herbert Maisch
- 1940: Bismarck – Regie: Wolfgang Liebeneiner
- 1942: Kleine Residenz – Regie: Hans H. Zerlett
- 1942: Wien 1910 – Regie: E. W. Emo
- 1944: Musik in Salzburg – Regie: Herbert Maisch
- 1948: Die Söhne des Herrn Gaspary – Regie: Rolf Meyer
- 1949: Man spielt nicht mit der Liebe – Regie: Hans Deppe
- 1950: Es kommt ein Tag
- 1950: Vom Teufel gejagt
- 1952: Das Geheimnis vom Bergsee
- 1953: Königliche Hoheit
- 1953: Rote Rosen, rote Lippen, roter Wein
- 1954: Schloß Hubertus
- 1955: Ich weiß, wofür ich lebe
- 1955: Der Fischer vom Heiligensee
- 1955: Rosen im Herbst
- 1955: Die Barrings
- 1956: Meine 16 Söhne
- 1956: Kronprinz Rudolfs letzte Liebe – Regie: Rudolf Jugert
- 1957: Unter Palmen am blauen Meer – Regie: Hans Deppe
- 1959: Buddenbrooks – Regie: Alfred Weidenmann
- 1961: Die seltsame Gräfin – Regie: Josef von Báky
- 1967: Siedlung Arkadien – Regie: Hans-Dieter Schwarze
- 1969: Hotel Royal – Regie: Wolfgang Becker
- 1971: Glückspilze
- 1971: Kolibri – Regie: Nathan Jariv
- 1973: Der Fußgänger – Regie: Maximilian Schell
- 1974: Karl May – Regie: Hans-Jürgen Syberberg
- 1974: Memento Mori
- 1975: Tatort: Wodka Bitter-Lemon
- 1975: Der Richter und sein Henker – Regie: Maximilian Schell
- 1977: Die Standarte – Regie: Ottokar Runze
- 1979: Geschichten aus dem Wienerwald – Regie: Maximilian Schell